# Oeillade Blanche

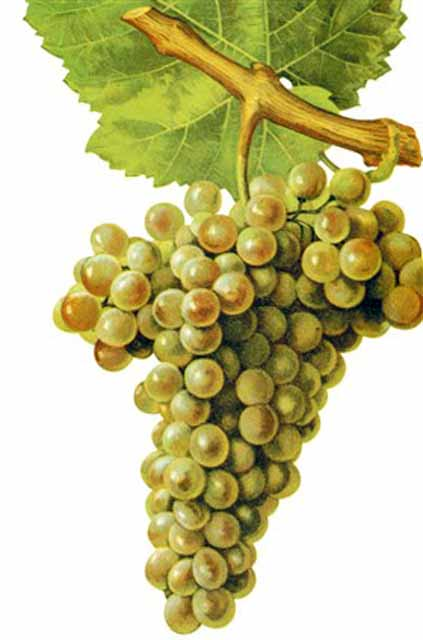
Oeillade Blanche (als Picardan) im Buch von Viala & Vermorel

Oeillade Blanche (französische Schreibweise: Œillade Blanche) ist eine autochthone Weißweinsorte der Provence in Frankreich. Während die Sorte früher im ganzen mediterranen Raum verbreitet war, beschränkt sich ihre jetzige Verbreitung auf ca. zehn Hektar. Neuanlagen von Rebflächen mit dieser Sorte sind zurzeit (2005) nicht bekannt. Die spätreifende Sorte ist dabei in den Appellationen Châteauneuf-du-Pape und Palette zugelassen.
Im 17. und 18. Jahrhundert war sie einer der Verschnittpartner zur Herstellung des Picardan, eines süßen Weißweins aus dem Languedoc. 
Die Rebsorten Oeillade Rose und Oeillade Noire sind keine verwandte Sorten.
Siehe auch den Artikel Weinbau in Frankreich sowie die Liste von Rebsorten.

## Synonyme
Die Sorte Oeillade Blanche ist auch unter den Synonymnamen Aragnan, Araignan, Gallet, Gallet Blanc, Grosse Clairette, Milhaud Blanc, Papadoux, Picardan, Picardan Blanc und Piquardan bekannt.